# Earl Mountbatten of Burma

Wappen des aktuellen Earl Mountbatten of Burma

Earl Mountbatten of Burma ist ein erblicher britischer Adelstitel in der Peerage of the United Kingdom.
Die territoriale Widmung des Titels nimmt Bezug auf die frühere britische Kolonie Burma, deren Rückeroberung von den Japanern (1943–1945) vom späteren ersten Earl kommandiert worden war.
Familiensitz der Earls war Newhouse bei Ashford in Kent.

## Verleihung und nachgeordnete Titel
Der Titel wurde am 18. Oktober 1947 für Louis Mountbatten, 1. Viscount Mountbatten of Burma, geschaffen. 1947 hatte er als letzter britischer Vizekönig von Indien Indien und Pakistan in die Unabhängigkeit entlassen. Dabei hatte er insbesondere auch die Aufteilung in zwei Staaten betrieben (Mountbattenplan).
Zusammen mit der Earlswürde wurde ihm der nachgeordnete Titel Baron Romsey, of Romsey in the County of Southampton, verliehen. Bereits am 23. August 1946 war ihm für seine Verdienste im Zweiten Weltkrieg der Titel Viscount Mountbatten of Burma, of Romsey in the County of Southampton, verliehen worden. Alle genannten Titel gehören zur Peerage of the United Kingdom. Da Mountbatten keine Söhne hatte, erhielten die Ernennungsurkunden (Letters Patent) auf ausdrückliche Bitte Mountbattens hin den besonderen Vermerk, dass alle drei Titel auch an seine Töchter und deren männliche leibliche Nachkommen übergehen können.
Der älteste Sohn der 2. Countess führte den Höflichkeitstitel Lord Romsey, bis er 2005 von seinem Vater dessen Titel Baron Brabourne erbte. Nach dem Ableben der Countess ist auch dieser Titel zu einem nachgeordneten Titel der Earlswürde geworden.

## Liste der Earls Mountbatten of Burma (1947)
- Louis Mountbatten, 1. Earl Mountbatten of Burma (1900–1979)
- Patricia Knatchbull, 2. Countess Mountbatten of Burma (1924–2017)
- Norton Knatchbull, 3. Earl Mountbatten of Burma (* 1947)

Voraussichtlicher Titelerbe (Heir Presumptive) ist der Sohn des aktuellen Titelinhabers, Nicholas Knatchbull, Baron Brabourne (* 1981).